# Доломиты-Суперски

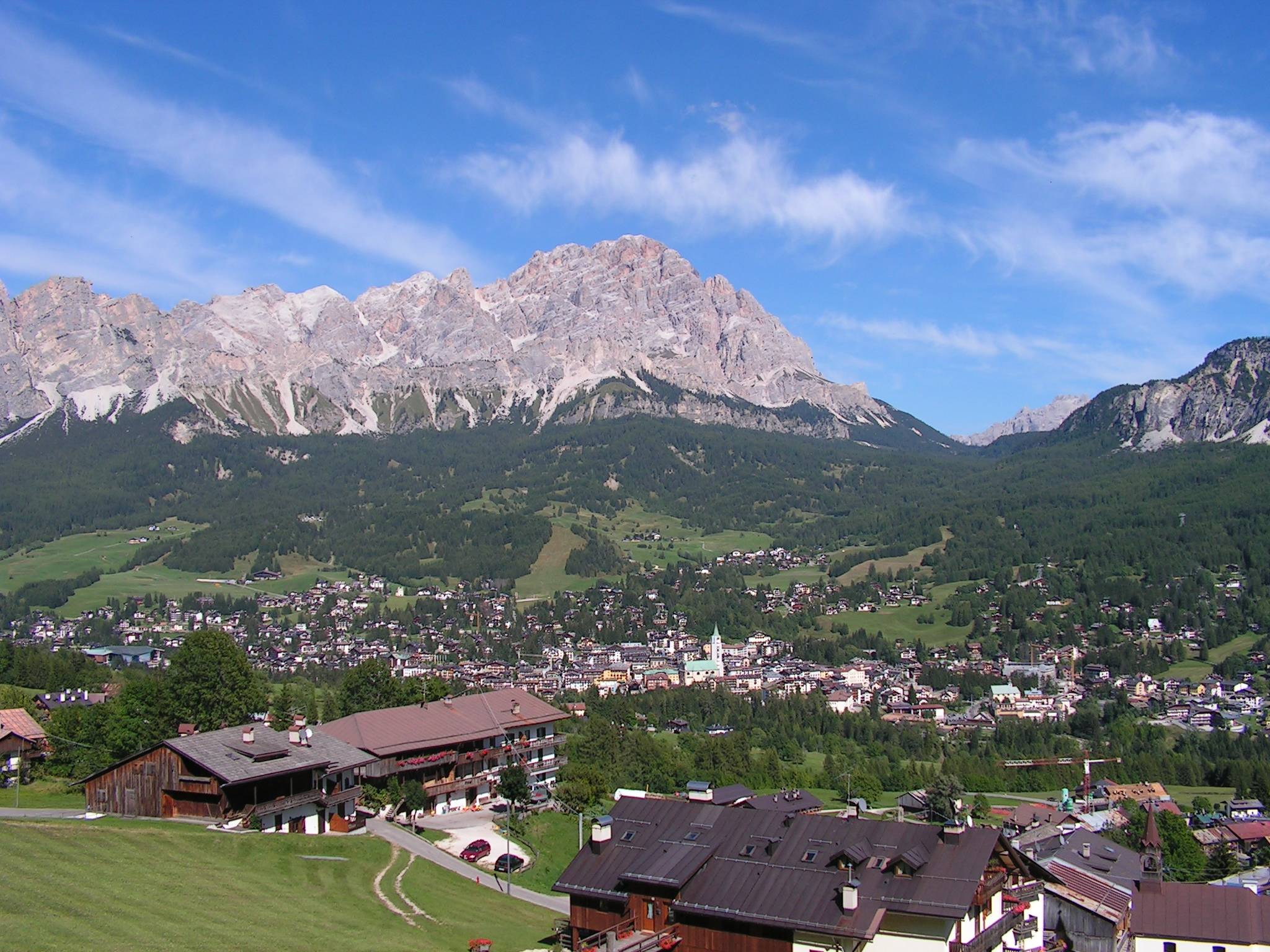
Панорама Кортина-д’Ампеццо

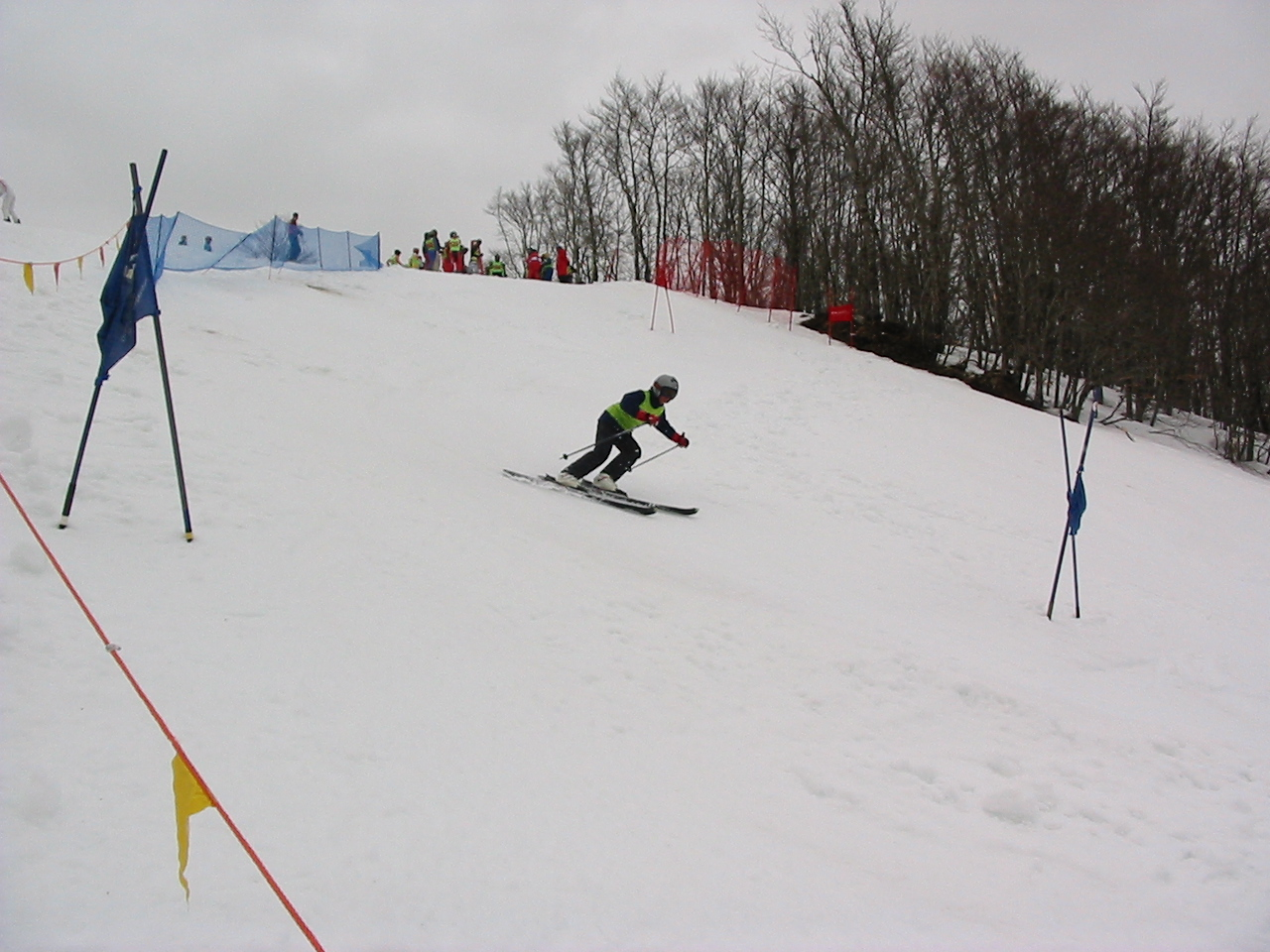
Горнолыжное катание

Доломиты-Суперски (итал. Dolomiti Superski) — горнолыжный курорт Италии, самый большой горнолыжный регион мира. Доломиты-Суперски объединяет 12 курортов, протяженность трасс составляет свыше 1220 км, работает более 450 подъёмников. За прошедшие 30 лет регион Доломиты-Суперски продал горнолыжных абонементов на 168 миллионов дней катания.

## История
В 1974 году шесть горнолыжных курортов Кортина-д’Ампеццо, Кронплатц, Альта-Бадия, Валь-Гардена, Альпе-ди-Сьюзи, Валь-ди-Фасса объединились в единую зону катания. Новая горнолыжная область «Доломиты-Суперски» на тот момент состояла из 250 подъемников и 740 км трасс. В 1975 году в область действия единого абонемента вошла Альта-Пустерия, в 1976 году — Валь-ди-Фьемме, Оберегген, Сан-Мартино-ди-Кастроцца и Пассо-Ролле. В 1979 году — Валле-Изарко (итал. Valle Isarco) с горнолыжными курортами Плозе, около Брессаноне, и Меранза.